# Bruno Kalitzki
Bruno Kalitzki (* 8. Dezember 1890 in Chemnitz; † 1953 in Haifa) war ein deutsch-israelischer Architekt jüdischer Religionszugehörigkeit.

## Leben
Bruno Kalitzki wuchs als ältester Sohn des jüdischen Kaufmannes Arno Kalitzki und dessen Frau Anna Kalitzki geb. Wolf, in Chemnitz auf. Im März 1906 legte er das Abitur am Königlichen Gymnasium zu Chemnitz ab. 1910 nahm Kalitzki das Architekturstudium an der Technischen Hochschule Charlottenburg in Berlin auf, das er nach dem Militärdienst als Einjährig-Freiwilliger an der Technischen Hochschule Dresden fortsetzte und 1914 erfolgreich abschloss.
1914 wurde Kalitzki bei Kriegsausbruch in die Armee einberufen und kehrte 1918 nach Chemnitz zurück. Gemeinsam mit dem Architekten Walter Naumann gründete er das Architekturbüro Naumann & Kalitzki in Chemnitz. 1926 wurde die Partnerschaft mit Naumann aufgelöst und Kalitzki führte anschließend ein eigenes Büro mit mehreren Angestellten. Er hatte in Chemnitz die Kinos "Roter Turm" und "Lichtburg", das Kaufhaus Königsfeld, die Geibelsiedlung (zusammen mit Max Schäler und Curt Henning), sowie das Fabrikgebäude Sussmann erschaffen.
1933 floh Kalitzki gemeinsam mit seiner christlichen Frau Margarethe in das damalige Palästina und ließ sich in Haifa nieder, wo er 1953 starb.